# 布法罗士兵
布法罗士兵（英語：Buffalo Soldiers）最初是1866年9月21日于堪萨斯州萊文沃思堡成立的美国陆军第10骑兵团成员。
这个名称是美国印第安战争中美国原住民部落给黑人骑兵所起的绰号；此术语最终成了所有成立于1866年的非裔美国军队的同义词，其中包括：
- 第9骑兵团（英语：9th Cavalry Regiment (United States)）
- 第10骑兵团（英语：10th Cavalry Regiment (United States)）
- 第24步兵团（英语：24th Infantry Regiment (United States)）
- 第25步兵团（英语：25th Infantry Regiment (United States)）

尽管在美国内战时期，几支非洲裔军团和联邦军并肩作战，美国国会在建立正式美国军队时，将布法罗士兵编入全黑人编制的军团。
2005年9月6日，最后一位原布法罗士兵马克·马修逝世，享年111岁，他被埋葬在阿灵顿国家公墓。